# Viimsi poolsaar
Viimsi poolsaar (Viimsihalvön, äldre svenska Viemshalvön) är en udde i norra Estland. Den ligger i Viimsi kommun i Harjumaa. Den skjuter ut norrut från det estländska fastlandet och ut i Finska viken. I äldre tid har halvön varit bebodd av estlandssvenskar. Huvudorten Viimsi ligger på halvöns västra strand. Därutöver finns även byarna Haabneeme (på äldre svenska Aponäs), Leppneeme (Turisnäs), Lubja, Laiaküla, Miiduranna, Muuga, Pringi (Brink), Pärnamäe, Püünsi (Bynäs), Randvere, Rohuneeme (Långnäs), Tammneeme (Iversback) , Äigrumäe, Kelvingi och Metsakasti. 
Väster om halvön ligger Tallinnbukten och utmed dess södra strand ligger huvudstaden Tallinn. Nordväst ligger den lilla ön Pandju. Halvöns nordligaste udde är Rohuneem och utanför den ligger öarna Ulfsö, Gräsören och Kummelskär. På halvöns östra kust ligger udden Tammneem och söder därom bukten Muuga laht. Längre ut åt nordväst ligger Nargö och åt nordost Vrangö, båda tillhörande Viimsi kommun. 